# Ségolène
Ségolène  è un nome proprio di persona francese femminile.

## Varianti
- Femminili: Sigolène[2], Ségolaine, Segolen, Segoulème[4]
  - Maschili: Segolin, Sigolin[3]

### Varianti in altre lingue
- Germanico e latino medievali: Segolena[2][5], Sigolena[4], Sigouleine[2], Seglene[2], Sigolina[3], Segelina[3], Sigilina,[3], Siclina[3]
  - Maschili: Segolenus[3], Sigolenus[3], Sigolonus[3], Siglinus[3]
- Italiano: Segolena[5][6]
- Occitano: Sigolene, Sigolena
- Polacco: Segolena, Zygolena
- Spagnolo: Sigolena

## Origine e diffusione
Continua il nome germanico medievale Sigolina, attestato in Francia in svariate forme latinizzate quali Segelina, Sigilina, Siclina, Segolena e via dicendo. Era in origine un diminutivo di Sigila (al maschile Sigilo), a sua volta un diminutivo di Siga (al maschile Sigo), che era un ipocoristico di nomi comincianti con l'elemento sigu, "vittoria", quali Sigberto, Sigismondo e Sigilinda (nome, quest'ultimo, al quale viene direttamente ricondotto da alcune fonti).

## Onomastico
L'onomastico ricorre il 24 luglio in memoria della già citata santa Segolena, vedova e poi badessa a Troclar, presso Albi.

## Persone

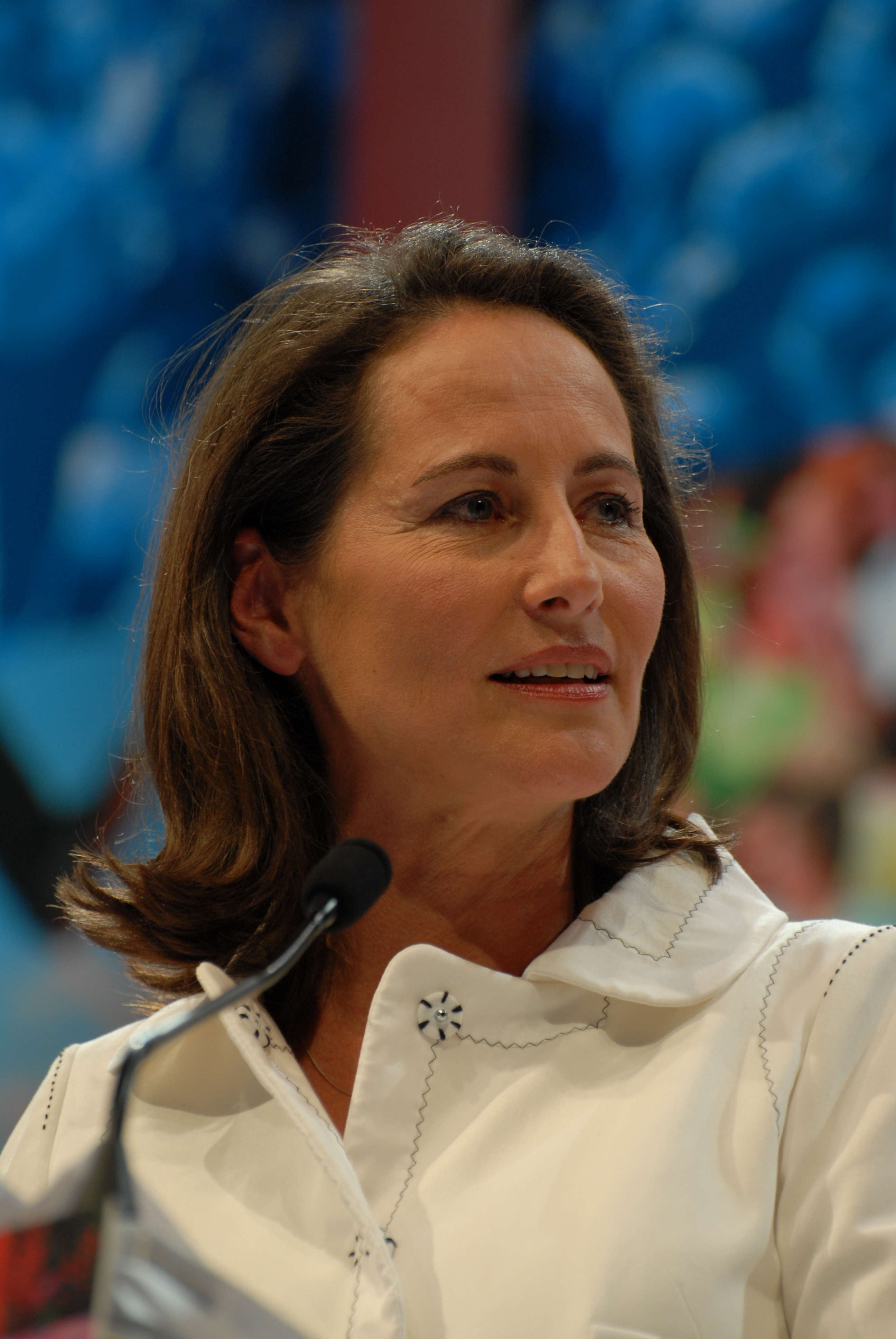
Ségolène Royal

- Segolena di Albi, santa francese
- Ségolène Royal, politica francese

## Il nome nelle arti
- Ségolène Verneuil è un personaggio del film del 2014 Non sposate le mie figlie!, diretto da Philippe de Chauveron.